# 그림자놀이
《그림자놀이》는 2004년 10월 8일에 MBC에서 방영한 베스트극장이다.

## 등장 인물

### 주요 인물
- 윤영준 : 순식 역
- 문정희 : 명이 역
- 기주봉 : 최만금 역

### 그 외 인물
- 유식
- 최영재
- 김용희
- 최명경
- 박주희
- 장현순
- 이민진
- 주부진
- 이관영
- 최정식
- 김건호
- 최돈규
- 신동호 (아역)
- 이창석 (아역)